# Sistema Hepburn
Il sistema di romanizzazione Hepburn (ヘボン式ローマ字?, Hebon-shiki rōmaji), o più semplicemente sistema Hepburn, è un sistema di trascrizione, elaborato dal missionario statunitense James Curtis Hepburn, per trascrivere i suoni della lingua giapponese nell'alfabeto latino per il suo dizionario giapponese-inglese, pubblicato nel 1867. Il sistema fu successivamente rivisto e chiamato Shūsei Hebon-shiki (修正ヘボン式?) pubblicato nel 1908. A volte questa versione rivista viene menzionata come Hyojun-shiki (標準式? lett. "modello standard").
L'originale e le varianti riviste del sistema Hepburn rimangono tuttora i sistemi più comuni di traslitterazione del giapponese. I parlanti nativi che hanno acquisito familiarità con l'alfabeto latino attraverso lo studio dell'inglese tendono tuttavia a trovare più comodo il sistema Kunrei per studiare la grammatica giapponese, in quanto nell'Hepburn alcune coniugazioni regolari appaiono irregolari.

## Varianti del sistema Hepburn
Queste sono le tre varianti più comuni:
- la prima è l'Hepburn tradizionale, che rende le vocali lunghe e la n sillabica in una varietà di modi;
- la seconda è l'Hepburn rivisto, una versione rivista dell'Hepburn tradizionale, nel quale non viene più adottato l'uso della m davanti ad alcune consonanti al posto della n. Questa è la forma più comune usata al giorno d'oggi, ed è usata dalla Library of Congress;
- la terza variante è l'Hepburn modificato, che rende le vocali lunghe tramite il macron ( ¯ ). È stata adottata da molti dei maggiori dizionari (ad esempio il Pocket Kenkyusha Japanese Dictionary pubblicato dalla Oxford University Press), ma rimane un uso per lo più circoscritto ai linguisti.

## Caratteristiche
La principale caratteristica dell'Hepburn è il fatto di basarsi sulla fonologia inglese per le consonanti, e su quella italiana per le vocali.

### Particelle
- Dove へ he è usata come particella, è scritta e.
- Dove は ha è usata come particella, è scritta wa.
- Dove を wo è usata come particella, è scritta o.

### Vocali lunghe
Le vocali lunghe o e u sono trascritte con il macron ( ¯ ), quindi ō e ū.
- In parole di origine cinese o giapponese, la e lunga è scritta ei.
- In parole di origine cinese o giapponese, la i lunga è scritta ii.
- In parole di origine straniera, tutte le vocali lunghe sono trascritte con il macron.

### Nsillabica
La n sillabica (ん / ン) è scritta n davanti a consonanti, ma n' (con un apostrofo) davanti alle vocali e alla y.

### Consonanti doppie
Per le consonanti doppie viene raddoppiata la consonante che segue il sokuon (っ/ッ), e per sh→ssh, ch→tch, ts→tts.
- 結果（けっか）: kekka – Risultato, conseguenza
- さっさと: sassato – Rapidamente
- ずっと: zutto – Tutto il tempo
- 切符（きっぷ）: kippu – Biglietto
- 雑誌（ざっし）: zasshi – Rivista
- 一緒（いっしょ）: issho – Insieme
- こっち: kotchi (non kocchi) – Da questa parte (in direzione del parlante)
- 抹茶（まっちゃ）: matcha (non maccha) – Matcha
- 三つ（みっつ）: mittsu – Tre

## Tabelle di traslitterazione

### Perhiragana
| あ a  | い i   | う u   | え e  | お o  | (ゃ ya)  | (ゅ yu)  | (ぇ ye)  | (ょ yo)  | (ゎ wa)   | (ぃ wi)   | (ぇ we)   | (ぉ wo)   |
|       |        |        |       |       |          |          |          |          |           |           |           |           |
| か ka | き ki  | く ku  | け ke | こ ko | きゃ kya | きゅ kyu | きぇ kye | きょ kyo | くゎ kwa  | くぃ kwi  | くぇ kwe  | くぉ kwo  |
| さ sa | し shi | す su  | せ se | そ so | しゃ sha | しゅ shu | しぇ she | しょ sho | すゎ swa  | すぃ swi  | すぇ swe  | すぉ swo  |
| た ta | ち chi | つ tsu | て te | と to | ちゃ cha | ちゅ chu | ちぇ che | ちょ cho | つゎ tswa | つぃ tswi | つぇ tswe | つぉ tswo |
| な na | に ni  | ぬ nu  | ね ne | の no | にゃ nya | にゅ nyu | にぇ nye | にょ nyo | ぬゎ nwa  | ぬぃ nwi  | ぬぇ nwe  | ぬぉ nwo  |
| は ha | ひ hi  | ふ fu  | へ he | ほ ho | ひゃ hya | ひゅ hyu | ひぇ hye | ひょ hyo | ふゎ fwa  | ふぃ fwi  | ふぇ fwe  | ふぉ fwo  |
| ま ma | み mi  | む mu  | め me | も mo | みゃ mya | みゅ myu | みぇ mye | みょ myo | むゎ mwa  | むぃ mwi  | むぇ mwe  | むぉ mwo  |
| や ya | 𛀆 yi  | ゆ yu  | 𛀁 ye | よ yo |          |          |          |          |           |           |           |           |
| ら ra | り ri  | る ru  | れ re | ろ ro | りゃ rya | りゅ ryu | りぇ rye | りょ ryo | るゎ rwa  | るぃ rwi  | るぇ rwe  | るぉ rwo  |
| わ wa | ゐ wi  | 𛄟 wu  | ゑ we | を wo |          |          |          |          |           |           |           |           |
|       |        |        |       |       |          |          |          | ん n     |           |           |           |           |
| が ga | ぎ gi  | ぐ gu  | げ ge | ご go | ぎゃ gya | ぎゅ gyu | ぎぇ gye | ぎょ gyo | ぐゎ gwa  | ぐぃ gwi  | ぐぇ gwe  | ぐぉ gwo  |
| ざ za | じ ji  | ず zu  | ぜ ze | ぞ zo | じゃ ja  | じゅ ju  | じぇ je  | じょ jo  | ずゎ zwa  | ずぃ zwi  | ずぇ zwe  | ずぉ zwo  |
| だ da | ぢ dji | づ dzu | で de | ど do | ぢゃ dja | ぢゅ dju | ぢぇ dje | ぢょ djo | づゎ dzwa | づぃ dzwi | づぇ dzwe | づぉ dzwo |
| ば ba | び bi  | ぶ bu  | べ be | ぼ bo | びゃ bya | びゅ byu | びぇ bye | びょ byo | ぶゎ bwa  | ぶぃ bwi  | ぶぇ bwe  | ぶぉ bwo  |
| ぱ pa | ぴ pi  | ぷ pu  | ぺ pe | ぽ po | ぴゃ pya | ぴゅ pyu | ぴぇ pye | ぴょ pyo | ぷゎ pwa  | ぷぃ pwi  | ぷぇ pwe  | ぷぉ pwo  |
| わ゙ va | ゐ゙ vi  | ゔ vu  | ゑ゙ ve | を゙ vo |          |          |          |          |           |           |           |           |

I caratteri in rosso sono obsoleti nel giapponese moderno.

### Perkatakana
| アa   | イ i   | ウ u   | エ e     | オo   | (ャ ya)  | (ュ yu)  | (ェ ye)  | (ョ yo)  | (ヮ wa)   | (ィ wi)   | (ェ we)   | (ォ wo)   |
|       |        |        |          |       |          |          |          |          |           |           |           |           |
| カ ka | キ ki  | ク ku  | ケ ke    | コ ko | キャ kya | キュ kyu | キェ kye | キョ kyo | クヮ kwa  | クィ kwi  | クェ kwe  | クォ kwo  |
| サ sa | シ shi | ス su  | セ se    | ソ so | シャ sha | シュ shu | シェ she | ショ sho | スヮ swa  | スィ swi  | スェ swe  | スォ swo  |
| タ ta | チ chi | ツ tsu | テ te    | ト to | チャ cha | チュ chu | チェ che | チョ cho | ツヮ tswa | ツィ tswi | ツェ tswe | ツォ tswo |
| ナ na | ニ ni  | ヌ nu  | ネ ne    | ノ no | ニャ nya | ニュ nyu | ニェ nye | ニョ nyo | ヌヮ nwa  | ヌィ nwi  | ヌェ nwe  | ヌォ nwo  |
| ハ ha | ヒ hi  | フ fu  | ヘ he    | ホ ho | ヒャ hya | ヒュ hyu | ヒェ hye | ヒョ hyo | フヮ fwa  | フィ fwi  | フェ fwe  | フォ fwo  |
| マ ma | ミ mi  | ム mu  | メ me    | モ mo | ミャ mya | ミュ myu | ミェ mye | ミョ myo | ムヮ mwa  | ムィ mwi  | ムェ mwe  | ムォ mwo  |
| ヤ ya | 𛄠 yi  | ユ yu  | 𛀀/𛄡 ye | ヨ yo |          |          |          |          |           |           |           |           |
| ラ ra | リ ri  | ル ru  | レ re    | ロ ro | リャ rya | リュ ryu | リェ rye | リョ ryo | ルヮ rwa  | ルィ rwi  | ルェ rwe  | ルォ rwo  |
| ワ wa | ヰ wi  | 𛄢 wu  | ヱ we    | ヲ wo |          |          |          |          |           |           |           |           |
|       |        |        |          |       |          |          |          | ン n     |           |           |           |           |
| ガ ga | ギ gi  | グ gu  | ゲ ge    | ゴ go | ギャ gya | ギュ gyu | ギェ gye | ギョ gyo | グヮ gwa  | グィ gwi  | グェ gwe  | グォ gwo  |
| ザ za | ジ ji  | ズ zu  | ゼ ze    | ゾ zo | ジャ ja  | ジュ ju  | ジェ je  | ジョ jo  | ズヮ zwa  | ズィ zwi  | ズェ zwe  | ズォ zwo  |
| ダ da | ヂ dji | ヅ dzu | デ de    | ド do | ヂャ dja | ヂュ dju | ヂェ dje | ヂョ djo | ヅヮ dzwa | ヅィ dzwi | ヅェ dzwe | ヅォ dzwo |
| バ ba | ビ bi  | ブ bu  | ベ be    | ボ bo | ビャ bya | ビュ byu | ビェ bye | ビョ byo | ブヮ bwa  | ブィ bwi  | ブェ bwe  | ブォ bwo  |
| パ pa | ピ pi  | プ pu  | ペ pe    | ポ po | ピャ pya | ピュ pyu | ピェ pye | ピョpyo  | プヮ pwa  | プィ pwi  | プェ pwe  | プォ pwo  |
| ヷ va | ヸ vi  |        | ヹ ve    | ヺ vo |          |          |          |          |           |           |           |           |

### Extendido Perkatakana
| アa       | イ i     | ウ u      | エ e        | オo        |
|           | イィ yi  |           | イェ ye     |            |
| ウァ wa   | ウィ wi  | ウゥ wu   | ウェ we     | ウォ wo    |
| ウャ wya  |          | ウュ wyu  | ウィェ vwe  | ウョ wyo   |
| ヴァ va   | ヴィ vi  | ヴ vu     | ヴェ ve     | ヴォ vo    |
| ヴャ vya  |          | ヴュ vyu  | ヴィェ vye  | ヴョ vyo   |
| クァ kwa  |          |           |             |            |
| グァ gwa  |          |           |             |            |
| カ゚ nga    | キ゚ ngi   | ク゚ ngu    | ケ゚ nge      | コ゚ ngo     |
| スャ sya  | スィ si  | スュ syu  | スィェ sye  | スョ syo   |
| ズャ zya  | ズィ zi  | ズュ zyu  | ズィェ zye  | ズョ zyo   |
| ツァ tsa  | ツィ tsi |           | ツェ tse    | ツォ tso   |
| ツャ tsya |          | ツュ tsyu | ツィェ tsye | ツョ tsyo  |
| ヅァ dza  | ヅィ dzi |           | ヅェ dze    | ヅォ dzo   |
| ヅャ dzya |          | ヅュ dzyu | ヅィェ dzye | ヅョ dzyo  |
| トァ twa  | ティ ti  | トゥ tu   | トェ twe    | トゥォ two |
| テャ tya  | トィ twi | テュ tyu  | ティェ tye  | テョ tyo   |
| ドァ dwa  | ディ di  | ドゥ du   | ドェ dwe    | ドゥォ dwo |
| デャ dya  | ドィ dwi | デュ dyu  | ディェ dye  | デョ dyo   |
| ファ fa   | フィ fi  |           | フェ fe     | フォ fo    |
| フャ fya  |          | フュ fyu  | フィェ fye  | フョ fyo   |
| ホァ hwa  | ホィ hwi | ホゥ hu   | ホェ hwe    | ホォ hwo   |
|           | ユィ ywi |           | ユェ ye     |            |
| ラ゚ la     | リ゚ li    | ル゚ lu     | レ゚ le       | ロ゚ lo      |
| リ゚ャ lya  | ル゚ィ lwi | リ゚ュ lyu  | リ゚ェ lye    | リ゚ョ lyo   |

I caratteri in rosso sono obsoleti nel giapponese moderno.